# L-Imtaħleb
L-Imtaħleb – ou plus simplement Mtaħleb – est un hameau agricole de Malte, situé dans l'ouest de Malte, faisant partie du conseil local (Kunsill Lokali) de Ir-Rabat compris dans la région (Reġjun) Tramuntana.

## Sources
- (mt) Alfie Guillaumier, Bliet u Rħula Maltin (Villes et villages maltais), Klabb Kotba Maltin, Malte, 2005.
- (en) Juliet Rix, Malta and Gozo, Brad Travel Guide, Angleterre, 2013.
- Alain Blondy, Malte, Guides Arthaud, coll. Grands voyages, Paris, 1997.